# Edward Norton
Edward Harrison Norton (Boston, 18. kolovoza 1969.) američki je filmski glumac i redatelj, dobitnik Zlatnoga globusa te dviju nominacija za prestižnu nagradu Oscar. Najpoznatije uloge ostvario je u filmovima Iskonski strah, Generacija X i Klub boraca.

## Rana mladost
Edward Norton je rođen u Bostonu (Massachusetts), a odrastao u Columbiji (Maryland). Njegova majka Robin, učiteljica engleskoga jezika, umrla je 1997. od tumora na mozgu, a otac Edward James bio je državni tužitelj za vrijeme predsjednika Cartera. Majčin otac, James W. Rouse, kao građevinski inženjer sudjelovao je u dizajniranju samoga grada Columbije te nekoliko građevina u Bostonu, Baltimoreu i Norfolku.
Američki glumac ima mlađu braću: sestru Molly i brata Jamesa. Zajedno s Jamesom je od 1981. do 1985. godine pohađao glumački kamp Pasquaney u Hebron New Hampshireu. Godine 1984. osvojio je tzv. glumački kup, a kasnije se vratio u kamp kao kazališni redatelj.
Pohađao je sveučilište Yale, gdje je stekao, osim glumačkog, i iskustvo u kazališnoj produkciji. Diplomirao je povijest 1991. godine, a zatim se zaposlio u djedovoj građevinskoj tvrtki Enterprise Foundation u japanskoj Osaki. 

## Karijera
Preselivši se u New York, Norton započinje glumačku karijeru u Off-Broadway kazalištu. Tamo zapažen dobiva svoje prve filmske uloge, uglavnom mračnih i grotesknih likova. Veliki proboj ostvaruje 1996. ulogom Aarona Stamplera u filmu Iskonski strah. U glavnoj se ulozi našao Richard Gere, a Norton je, nakon što je Leonardo DiCaprio odbio ulogu, prošao na audiciji između 2000 prijavljenih kandidata. Tada 27-godišnji Norton za prikaz poremećenoga mladića optuženog da je počinio teško ubojstvo osvaja Zlatni globus te nominaciju za Oscara u kategoriji najboljega sporednog glumca. Ubrzo su filmske ponude počele pljuštati sa svih strana. Iste je godine zaigrao u filmovima Svi kažu volim te Woodyja Allena te Narod protiv Larryja Flinta.
Za ulogu neonacista u Generaciji X iz 1998. godine morao je pravilnom vježbom i prehranom dobiti čak 15 kilograma u mišićima, no nije ih zadržao nakon završetka snimanja. Ta mu je uloga priskrbila nominaciju za Oscara za najboljega glumca. Iste godine snimio je i film o pokeraškom maheru pod nazivom Kockari, u kojemu glumi s Mattom Damonom, a u maloj se ulozi pojavljuje i naš Goran Višnjić.
Osim uloge skinheada u Generaciji X, Nortonova najpoznatija uloga svakako je ona u Klubu boraca iz 1999. Film je adaptacija vrlo cijenjenoga istoimena romana Chucka Palahniuka, a majstorski ga je režirao David Fincher (Alien 3, Igra, Sedam, Zodiac). U njemu Nortonu glumačko društvo prave Brad Pitt i Helena Bonham Carter.
Nedugo nakon terorističkoga napada na Svjetski trgovački centar u New Yorku Edward Norton snima 25. sat redatelja Spikea Leeja. U njemu pratimo posljednji dan na slobodi osuđenoga dilera drogom. Cijeli je film u ozračju 11. rujna, a jedan od glavnih likova živi u skupocjenome njujorškom stanu s pogledom na zgarište (američki naziv: Ground Zero). Filmska kritika ga je dobro prihvatila.
U Kraljevstvu nebeskom, također visoko ocijenjenom po mišljenju struke, tumači gubavoga kralja u Jeruzalemu, a 2006. godine nastupa u ulozi mađioničara u nezavisnome filmu Iluzionist, koji je premijeru doživio na Filmskome festivalu Sundance.
Redateljski debi ostvaruje 2000. godine filmom Vjeruj u ljubav, u kojemu je i producent i jedan od glavnih glumaca. Radio je kao producent i na filmovima 25. sat, Down in the valley, Oslikani veo, Pride and glory te Motherless Brooklyn (u kojemu je i redatelj i scenarist). Godine 2008. pojavljuje se u ulozi Brucea Bannera, odnosno u nastavku o zelenome superjunaku Hulku, u čijoj se ekranizaciji našao i u ulozi scenarista.

## Privatni život
Edward Norton ima dozvolu privatnoga pilota, o čemu je razgovarao s Davidom Lettermanom u njegovoj emisiji The Late Show with David Letterman. 
Poznat je i po društvenom aktivizmu: sudjeluje na projektima zaštite okoliša putem obnovljivih izvora energije te ulaže novac u poboljšanje životnoga standarda zajednica s malim prihodima.
Što se ljubavnoga života tiče, od 1996. do 1999. je hodao s kontroverznom pjevačicom Courtney Love, suprugom pokojnoga Kurta Cobaina, a zatim do 2003. godine s Meksikankom Salmom Hayek. S obje se zaručio, ali i prekinuo zaruke. Trenutačno je u vezi s producenticom Shaunom Robertson.

## Filmografija

### Glumac
| Godina | Naslov                                             | Uloga                           | Bilješke             |
| ------ | -------------------------------------------------- | ------------------------------- | -------------------- |
| 1996.  | Iskonski strah                                     | Aaron Stampler                  |                      |
| 1996.  | Narod protiv Larryja Flynta                        | Alan Isaacman                   |                      |
| 1996.  | Svi kažu Volim te                                  | Holden Spence                   |                      |
| 1998.  | Kockari                                            | Lester 'Worm' Murphy            |                      |
| 1998.  | Generacija X                                       | Derek Vinyard                   |                      |
| 1999.  | Klub boraca                                        | Pripovjedač                     |                      |
| 2000.  | Vjeruj u ljubav                                    | Otac Brian Finn                 | Redatelj i producent |
| 2001.  | Tko je kome smjestio?                              | Jack Teller                     |                      |
| 2002.  | Smrt Smoochyju                                     | Sheldon Mopes/Smoochy the Rhino |                      |
| 2002.  | Frida                                              | Nelson Rockefeller              | nepotpisan           |
| 2002.  | Crveni zmaj                                        | Will Graham                     |                      |
| 2002.  | 25. sat                                            | Monty Brogan                    | Producent            |
| 2003.  | Dobar posao u Italiji                              | Steve Frazelli                  |                      |
| 2004.  | National Geographic's Strange Days on Planet Earth | Domaćin                         |                      |
| 2005.  | U dolini                                           | Harlan                          | Producent            |
| 2005.  | Kraljevstvo nebesko                                | Baldwin IV.                     | nepotpisan           |
| 2006.  | Iluzionist                                         | Eisenheim                       |                      |
| 2006.  | Oslikani veo                                       | Walter Fane                     | Producent            |
| 2008.  | Nevjerojatni Hulk                                  | Bruce Banner / Hulk             | Scenarist            |
| 2008.  | Bustin Down The Door                               | Pripovjedač                     | dokumentarac         |
| 2008.  | Ponos i slava                                      | Ray Tierney                     | producent            |

### Redatelj
| Godina | Naslov          |
| ------ | --------------- |
| 2000.  | Vjeruj u ljubav |

### Producent
| Godina | Naslov          |
| ------ | --------------- |
| 2000.  | Vjeruj u ljubav |
| 2006.  | U dolini        |
| 2006.  | Oslikani veo    |
| 2008.  | Ponos i slava   |

## Priznanja

### Osvojene nagrade
- Zlatni globusi
  - 1997. - osvojio Zlatni globus za najboljega sporednog glumca u Iskonskome strahu

- Nagrade Društva filmskih kritičara Bostona
  - 1996. - osvojio nagradu za najboljega sporednog glumca u filmovima Narod protiv Larryja Flinta, Iskonski strah i Svi kažu volim te

- Nagrade Udruženja filmskih kritičara Chicaga
  - 1997. - osvojio nagradu u kategoriji najveće glumačke nade za filmove Iskonski strah, Narod protiv Larryja Flinta i Svi kažu volim te

- Nagrade Floridskog kruga filmskih kritičara
  - 1997. - osvojio nagradu za najboljega sporednog glumca u filmovima Iskonski strah, Narod protiv Larryja Flinta i Svi kažu volim te

- Nagrade Kruga filmskih kritičara Kansas Cityja
  - 1997. - osvojio nagradu za najboljega sporednog glumca u Iskonskome strahu

- Nagrade Udruženja filmskih kritičara Los Angelesa
  - 1996. - osvojio nagradu za najbolju sporednu ulogu u filmovima Svi kažu volim te, Narod protiv Larryja Flinta i Iskonski strah

- National Board of Review
  - 1996. - osvojio nagradu za najbolju sporednu ulogu u Svi kažu volim te

- Nagrade Društva filmskih kritičara San Diega
  - 2006. - osvojio Posebnu nagradu za filmove Iluzionist, Oslikani veo i Down in the Valley

- Nagrade Sant Jordi
  - 2004. - osvojio nagradu za najboljega stranog glumca (Mejor Actor Extranjero) za 25. sat

- Nagrade Satellite
  - 1999. - osvojio nagradu Golden Satellite za najboljega glumca u drami u Generaciji X

- Nagrade Društva filmskih kritičara Teksasa
  - 1996. - osvojio nagradu za najboljega sporednog glumca u filmovima Narod protiv Larryja Flinta i Iskonski strah

- Nagrade Udruženja jugoistočnih filmskih kritičara
  - 1999. - osvojio nagradu za najboljega glumca u Generaciji X i Kockarima
  - 1997. - osvojio nagradu za najboljega sporednog glumca u filmovima Iskonski strah, Narod protiv Larryja Flinta i Svi kažu volim te

- Milanski ulični filmski festival
  - 2000. - osvojio nagradu Street za najbolji film Vjeruj u ljubav

### Nominacije
- Akademijine nagrade
  - 1999. - nominiran za nagradu Oscar u kategoriji najboljega glumca u filmu Generacija X
  - 1997. - nominiran za Oscara u kategoriji najboljega sporednog glumca u filmu Iskonski strah

- Nagrade Akademije za znanstvenu fantastiku, fantastiku i horor filmove
  - 1999. - nominiran za nagradu Saturn u kategoriji najboljega glumca u Generaciji X
  - 1997. - nominiran za nagradu Saturn u kategoriji najboljega sporednog glumca u filmu Iskonski strah

- Nagrade BAFTA
  - 1997. - nominiran za nagradu BAFTA u kategoriji najboljega sporednog glumca u filmu Iskonski strah

- Nagrade Blockbuster Entertainment
  - 2000. - nominiran u kategoriji najboljeg akcijskog para za film Klub boraca (zajedno s Bradom Pittom)

- Nagrade Udruženja filmskih kritičara Chicaga
  - 1999. - nominiran za najboljega glumca u Generaciji X

- Nagrade Chlotrudis
  - 1999. - nominiran u kategoriji najboljega glumca u Generaciji X

- Nagrade Independent Spirit
  - 2007. - nominiran za najbolju vodeću mušku ulogu u filmu Oslikani veo

- Filmske nagrade MTV-ja
  - 2000. - nominiran za najbolju tučnjavu u Klubu boraca (u sceni gdje sam sebe tuče)
  - 1997. - nominiran u kategoriji najboljega negativca u Iskonskome strahu

- Nagrade Društva internetskih filmskih kritičara
  - 2000. - nominiran za najboljega glumca u Klubu boraca
  - 1999. - nominiran za najboljega glumca u Generaciji X

- Nagrade Satellite
  - 2005. - nominiran za najboljega sporednog glumca u drami za Kraljevstvo nebesko (nagrada Satellite)
  - 2003. - nominiran za najboljega glumca u drami za 25. sat (nagrada Golden Satellite)
  - 2001. - nominiran za najboljega glumca u komediji ili mjuziklu za Vjeruj u ljubav (Golden Satellite)

## Vanjske poveznice
- Edward Norton na Internet Movie Database
- Edward Norton na Rotten Tomatoes
- Edward Norton Information Page